# Wiedźmin (opowiadanie)
Wiedźmin – pierwsze opowiadanie o wiedźminie Geralcie autorstwa Andrzeja Sapkowskiego. Opublikowane zostało w grudniowym numerze miesięcznika „Fantastyka” z 1986 roku. Wznowione zostało w zbiorze Wiedźmin (Reporter, 1990) oraz Ostatnie życzenie (SuperNOWA pierwsze wydanie 1993). Geralt z Rivii podejmuje się zadania odczarowania księżniczki zamienionej w strzygę.

## Publikacja i odbiór opowiadania
Opowiadanie Wiedźmin zostało napisane przez Andrzeja Sapkowskiego, na konkurs ogłoszony przez miesięcznik „Fantastyka", gdzie zajęło III miejsce. Zwycięzcą konkursu został Marek S. Huberath z opowiadaniem Wrocieeś Sneogg, wiedziaam…. Opowiadanie spotkało się z potężnym odzewem. Postać wiedźmina szybko stała się popularna, a Geralt został bohaterem kolejnych opowiadań i pięciotomowej sagi oraz wielu adaptacji na ich podstawie.

## Fabuła
Do Wyzimy, stolicy Temerii, przybywa tajemniczy jeździec z Rivii. W przydrożnej karczmie zaczepia go banda oprychów. Riv zabija ich, następnie rzuca zaklęcie i przejmuje kontrolę nad umysłem jednego ze strażników, którzy chcieli go aresztować. Zostaje zaprowadzony przez strażników do grododzierżcy Wyzimy, Velerada. Wyjaśnia mu, że jest wiedźminem Geraltem z Rivii i przybył tu dowiedziawszy się o ogłoszeniu króla Temerii, Foltesta, który obiecuje nagrodę za zdjęcie czaru ze strzygi, w którą zamieniła się jego córka. Velerad wyjaśnia Geraltowi, że w młodości król Foltest miał romans z własną siostrą, Addą. Z tego związku narodziła się dziewczynka. Adda umarła przy porodzie, a jej córeczka wkrótce potem i obie zostały pochowane w królewskim grobowcu. Po siedmiu latach wyszła stamtąd strzyga, która zaczęła zabijać ludzi. Wychodzi z krypty podczas pełni księżyca i jest wyjątkowo niebezpieczna. Strzyga morduje mieszkańców Wyzimy już od sześciu lat. Próby zabicia strzygi nie powiodły się. Według pewnego czarodzieja ze strzygi można zdjąć klątwę, należy jedynie przeżyć w grobowcu królowej Addy jedną noc i wyjść z niego po trzecim pianiu koguta. Czarodziej zginął próbując tego dokonać, lecz król uwierzył, iż strzygę można odczarować i nie pozwala jej zabić.
Geralt przychodzi do króla Foltesta. Utrzymuje, że odczarowanie strzygi jest możliwe, będzie to jednak wyjątkowo niebezpieczne. Król potajemnie odwiedza Geralta w jego komnacie. Ostrzega go, by nie dał się zwieść obietnicami możnowładców, którzy obiecują nagrodę za zabicie strzygi i upozorowanie wypadku przy pracy a także ochronę przed królewskim gniewem. Oczywiste jest, że w mieście nikt nie wstawi się za wiedźminem. Geralt, który rzeczywiście otrzymał taką propozycję, oznajmia, że nie ma zamiaru jej przyjmować. Wyjaśnia królowi, że po odczarowaniu królewna będzie normalna, ale tylko fizycznie, bo psychicznie będzie miała mentalność trzy-czterolatki, ale i to z czasem minie. Foltest zezwala wiedźminowi na zabicie potwora tylko wtedy, gdy odczarowanie okaże się niemożliwe lub jeśli Geralt będzie musiał bronić swego życia.
Geralt wyrusza do grobowca, by wypełnić zlecone mu przez króla zadanie. Przyjeżdża tam możnowładca Ostrit, który proponuje wiedźminowi nagrodę w zamian za poniechanie zadania. Liczy, że gdy w kraju zapanuje chaos, detronizacja króla będzie łatwiejsza. Geralt nie przyjmuje propozycji i Ostrit atakuje go. Wiedźmin jednak z łatwością nokautuje i wiąże przeciwnika. Ostrit wyznaje, że kochał królewnę Addę i być może przeklął ją i jej potomstwo, gdy wybrała miłość własnego brata. Wiedźmin uwalnia szlachcica, który chwilę potem ginie z ręki strzygi. Po nasyceniu się możnowładcą stwór atakuje Geralta, który skutecznie broni się wykorzystując wrażliwość strzygi na srebro. Po długiej walce Geralt odpędza strzygę, kładzie się w grobowcu Addy i rzuca zaklęcie, chroniące przed otwarciem sarkofagu przez potwora.
Rano Geralt budzi się i zastaje leżącą na ziemi królewnę. Wychodzi z trumny i pochyla się nad dziewczynką. Ogląda jej zęby, jednak nie zauważa, że ta ma jeszcze szpony, którymi tnie go w szyję. Geralt w desperacji chwyta ją zębami przy karku i trzyma, aż do zupełnego odczarowania; zakłada sobie prowizoryczny opatrunek, po czym traci przytomność. Gdy budzi się dwa dni później w komnacie, Velerad oddaje mu jego broń i nagrodę, oraz potwierdza przewidywania wiedźmina co do dziewczynki.

## Świat przedstawiony
Fabuła Wiedźmina umiejscowiona jest w fikcyjnym świecie. Akcja opowiadania dzieje się w Wyzimie, która jest stolicą Temerii. Kolejne opowiadania ukazywały się niechronologicznie, co stanowi kłopot w odszyfrowywaniu czasu wydarzeń.
Można umiejscowić Wiedźmina po opowiadaniu Kwestia ceny, a przed opowiadaniem Głos rozsądku.  
Są to czasy panowania Foltesta, króla Temerii, Pontaru i Mahakamu. Innym fikcyjnym krajem wymienionym w opowiadaniu jest Redania, której władcą jest Vizimir, wolne miasto  Novigrad, czy Rivia, z której domniemanie pochodzi Geralt (a przynajmniej tak twierdzi, zostało to podważone m.in. w opowiadaniu Coś więcej).
W świecie Geralta występują stworzenia fantastyczne takie jak bazyliszki, smoki, utopce, bobołaki, upiory, wilkołaki, wampiry, lesze, rusałki i oczywiście strzygi. Jest on przesycony magią, a istoty fantastyczne znajdują się w nim na porządku dziennym. Są nieprzyjemnym, ale niezbyt uciążliwym elementem przyrody. Są też sygnałem przemiany, zmian zachodzących w świecie opowiadania. Velerad, podczas rozmowy z Geraltem, wspomina, że jeszcze dwadzieścia lat temu świat był inny i nie roiło się w nim od przerażających stworzeń, a wiedźmińska profesja nie była potrzebna.

## Forma utworu
Opowiadanie liczy ponad 8000 słów. Napisane jest w narracji trzecioosobowej, w czasie przeszłym. Narrator relacjonuje wydarzenia z perspektywy historycznej. Ujawnia się w pierwszym akapicie opowiadania „Później mówiono, że człowiek ten nadszedł od północy…”, sytuując się tym samym wewnątrz świata przedstawionego, jako człowiek, który miał styczność z opowieściami i plotkami na temat wiedźmina. Pomimo tego narrator ma jednak dostęp do myśli i uczuć głównego bohatera.
Styl narratora i bohaterów jest wielostylowy, z bogatym słownictwem. Występuje tam wiele archaizmów: „dworzyszcze”, „grododzierżca”, „wielmoża”, ale także neologizmów: „nadbękart”, „oreny”. Obok języka potocznego: „łeb”, „nażre” występuje słownictwo fachowe: „wizyta nieoficjalna”, „etyka zawodowa”.  Wyrażenia z dwóch różnych styli stawiane są obok siebie na zasadzie kontrastu, np. oszczędny, profesjonalny styl wiedźmina z potocznymi, nierzadko wulgarnymi wypowiedziami mieszkańców Wyzimy, czy też język króla Foltesta, który odbiega znacząco od oczekiwanego oficjalnego stylu: „Nie bawimy się w dyplomację”.

## Pierwowzór
Andrzej Sapkowski w swoich opowiadaniach często wykorzystuje mity, baśnie i opowiadania ludowe jako źródło inspiracji, równie często odwracając narracje by uwydatnić mroczniejszą, mniej oczywistą stronę historii.  
Swoje opowiadanie Wiedźmin oparł na opowiadaniu Strzyga Romana Zmorskiego wydanego w 1852 w zbiorze Podania i baśni ludu.
Fabuła Strzygi wydaje się na pierwszy rzut oka, poza drobnymi szczegółami, identyczna z opowiadaniem Sapkowskiego.  
Młody sierota, Marcin, przybywa do miasta w towarzystwie wcześniej spotkanego starca, gdzie dowiaduje się o ogłoszeniu króla. Poszukuje on śmiałka, który wybawiłby zaklętą w strzygę królewnę, jego córkę. W zamian śmiałek ten otrzymałby wszelkie zaszczyty i hojną nagrodę. Strzyga ma być, według opowieści karczmarza, karą za kazirodczy związek króla ze swoją siostrą. Marcin postanawia odczarować królewnę poprzez pozostanie trzy noce w krypcie.

Sapkowski postanowił dokonać kilku fundamentalnych zmian, z których największą jest zmiana głównego bohatera. Jak sam mówi w jednym wywiadzie:
To było moje założenie artystyczne – złamać topos baśni i zrobić z niej fantasy. Miałem nadzieję, że ten żart, iż potwora gromi nie szewczyk, a zawodowy wiedźmin, będzie dla odbiorcy czytelny. 
Marcin jest dzieckiem, który poza odwagą, wiarą i dobrymi chęciami, nie ma zbyt wiele do zaoferowania w sprawie strzygi. Cała jego wiedza pochodzi od mentora, mądrego starca, którego na początku opowiadania uratował od złoczyńców. Geralt odbiega od baśniowych stereotypów; jest przede wszystkim profesjonalistą. Nie pojawia się w Wyzimie przez przypadek ani przez magiczne sprzężenie wypadków. Przybywa do królestwa w określonym celu – zarobkowym. Ze względu na jego kompetencje zbędny jest mu mentor, a nawet czasem sam przyjmuje rolę mentora (np. udzielając Foltestowi porad w sprawie opieki nad odczarowaną królewną).
Główną osią fabuły opowiadania Zmorskiego i jednocześnie najobszerniejszą jej częścią jest walka Marcina ze strzygą - próba jego wiary. Zwycięstwo w tej próbie powoduje jego przemianę z sieroty w królewicza (poprzez małżeństwo z odczarowaną królewną). U Sapkowskiego sama walka nie zajmuje aż tak wielkiej części tekstu. Fabuła służy raczej kreacji głównego bohatera. Scena walki zyskuje na wartości dlatego, że stoją za nią intryga pałacowa - plan Ostrita by doprowadzić królestwo do ruiny i zrzucić Foltesta z tronu, sympatia Geralta do Foltesta, oraz cierpienie króla i jego miłość do córki. 
Strzyga w opowiadaniu Zmorskiego pełni jedynie funkcję elementu grozy. Jest reprezentacją zła, które zwalcza dobro, przeszkodą, której pokonanie ma zagwarantować bohaterowi przemianę. Mówi jak człowiek, daje bohaterom rady, zapowiada, że codziennie będzie kogoś zjadać. U Sapkowskiego strzyga budzi litość u czytelnika; to ofiara uwięziona w potwornej postaci przez gniew Ostrita. Pozbawiona człowieczeństwa, nie mówi. Jej częstotliwość ataków jest też mniejsza (1 osoba na miesiąc, o ile ktoś sam nie przyjdzie do jej krypty) co nadaje jej cech zwierzęcych i odbiera jej działaniom celową złośliwość. Zabija bo jest głodna, a nie dlatego że jest okrutna. Po odczarowaniu jest nadal psychicznie okaleczona.  
Wykreowana przez Sapkowskiego historia jest parodią, autor łamie wszelkie koncepcje baśniowe.

## Odbiór
W 2010 r. opowiadanie opublikowano w angielskim przekładzie w antologii A Polish Book of Monsters: Five Dark tales from Contemporary Poland)  w tłumaczeniu Michaela Kandela. Antologia doczekała się szeregu recenzji; w niektórych recenzenci wypowiedzieli się na temat tego opowiadania Sapkowskiego. Wodzyński w „The Cosmopolitan Review” napisał, że „opowieść uwypukla najlepsze cechy pisarstwa Sapkowskiego: intertekstualną zabawę (szczególnie w odniesieniu do materiału źródłowego), dowcip i humor” i że jest „świetnym przykładem tego, co zdolny autor może zrobić nawet z najprostszym modelem baśni”. Michael Little w „The Polish Review” określił dzieło Sapkowskiego jako opowieść, której tematem są „psychiczne i społeczne koszty ponoszone przez tych, którzy poświęcają się stawianiu czoła temu, czego inni nie mogą lub nie chcą [...] potrzebować, ale nie chcą”. Michael Froggatt w „Slavonica” opisał tę historię skrótowo, jako „stosunkowo prostą przygodę”.

## Tłumaczenia
Opowiadanie zostało przetłumaczone na angielski w sposób nieautoryzowany, przez fana o pseudonimie Istredd 109, w latach 90. (jako "The Warlock"). W 2000 pojawiło się pierwsze oficjalne tłumaczenie, gdy opowiadanie przetłumaczyła (jako "Hexer" Agnieszka Fulińska) dla zbioru Chosen by Fate: Zajdel Award Winner Anthology; przeszło ono (jaki sama antologia) bez większego echa. Kolejne dwa tłumaczenia na angielski pojawiło się kilka lat później, w 2007 roku. Wtedy opowiadanie zostało równocześnie przetłumaczone przez dwóch tłumaczy: przez Michaela Kandela  ("Spellmaker") i Danusię Stok ("Witcher"). Opowiadanie Kandela było dołączone do angielskiej wersji gry Wiedźmin wydanej w tym roku; w 2010 ta wersja została opublikowana w antologii A Polish Book of Monsters: Five Dark tales from Contemporary Poland). Wersja Danusi Stok, opublikowana w angielskim tłumaczeniu zbioru Ostatnie życzenie (The Last Wish), okazała się najpopularniejszą wersją (pod względem nakładów i wpływy na angielskie słownictwo). Tłumaczenie Kandela jest uznane za bardziej swobodne - Kandel nie tylko przetłumaczył wiedźmina jako spellmaker'a, zamiast witcher'a, ale także kompletnie zmienił wiele nazw własnych (geograficznych, a także imion postaci), a także dokonał pewnych innych ingerencji w tekst (tworząc np. nowe, niekanoniczne gatunki potworów). Z tego powodu jego wersja budzi pewne zdziwienie i mieszane odczucia wśród osób przyzwyczajonych do spopularyzowanego tłumaczenia nazw (w grach i książkach) niemniej tłumaczenie Kandela zdobyło w 2012 amerykańską nagrodę za tłumaczenia fantastyki (Science Fiction & Fantasy Translation Awards).

## Adaptacje
- Serial polski - Wiedźmin. Na podstawie opowiadania powstał 8. odcinek serialu zatytułowany Rozdroże;
- Serial amerykański produkcji Netflixa. Elementy opowiadania pojawiają się w 3. odcinku zatytułowanym Zdradziecki Księżyc;
- Intro do gry komputerowej Wiedźmin stworzone przez Tomasza Bagińskiego przedstawia scenę walki Geralta ze strzygą;
- Komiks Geralt autorstwa Andrzeja Sapkowskiego, Macieja Parowskiego, Bogusława Polcha.